# In silvam non ligna feras insanius
La locuzione latina In silvam non ligna feras insanius, tradotta letteralmente, significa non esser così insensato da portar legna in una foresta. (Orazio, Satire, I, 10, 34).
Vuoi dire: non far cose inutili. In italiano abbiamo vari proverbi analoghi: "portar nottole ad Atene", "portare vasi a Samo" , "portare acqua al mare", etc ...